# Kangas (Haparanda)
Kangas is een dorp binnen de Zweedse gemeente Haparanda. Het ligt aan de Keräsjoki en heeft een klein rivierstrandje.
Met een mooie natuur en heel veel kleine plassen.
Alatalo · Barsk · Haparanda · Kangas · Kankaanranta · Karungi · Kattilasaari · Keräsjänkkä · Keräsjoki · Korpikylä · Korva · Kukkola · Lappträsk · Marielund · Mattila · Nikkala · Parviainen · Purra · Salmis · Seskarö · Säivis · Vojakkala · Vuono · Vittikko